# Hans Schmidt (Fußballspieler, 1887)
Hans Willy Erich Schmidt (* 2. November 1887 in Berlin; † 9. Juli 1916) war ein deutscher Fußballspieler, der von 1896 bis 1915 für den BFC Germania 1888 als rechter Außenstürmer aktiv gewesen ist und ein Länderspiel für die A-Nationalmannschaft bestritten hatte.

## Karriere

### Vereine
Schmidt erlernte das Fußballspielen als Schüler beim im Jahr 1888 gegründeten BFC Germania und rückte 1905 in die erste Mannschaft auf, die nach einjähriger Abstinenz in die 1. Spielklasse aufgestiegen war. Im Verband Berliner Ballspielvereine kam er in Spielen um die Berliner Meisterschaft bis 1911 zum Einsatz. In der Saison 1907/08 kam Schmidt mit Germania bis ins Halbfinale des Berliner Pokal, das wurde aber mit 2:7 gegen Viktoria 89 verloren.
Ab der Saison 1911/12 wurde die Berliner Meisterschaft im Verband Brandenburgischer Ballspielvereine (VBB) ausgetragen, unter dem die in zuvor verschiedenen Verbänden spielenden Berliner Fußballvereine vereinigt wurden. Nachdem seine Mannschaft sich für die Teilnahme an der Berliner Meisterschaft in der Qualifikation hatte durchsetzen können, stand am Saisonende mit dem vorletzten Tabellenplatz in der Gruppe A der Abstieg in die 2. Klasse fest.
Der Rechtsaußen des Berliner Fußballpioniers Germania 88 spielte bei den Schwarz-Weiß-Roten über Jahre mit Torhüter Fritz Baumgarten zusammen, der im Debütländerspiel des DFB am 5. April 1908 in Basel gegen die Schweiz das DFB-Tor verteidigt hatte.
Der beruflich als Kaufmann tätige Germanenspieler absolvierte in dieser Spielklasse zwei Spielzeiten, bevor er als Soldat eingezogen wurde und im Ersten Weltkrieg fiel. Er teilte dabei das Schicksal von insgesamt 43 weiteren Vereinsspielern der Germania.

### Nationalmannschaft
Schmidt gab sein Debüt im Trikot der A-Nationalmannschaft am 7. Juni 1908 in Wien gegen die Nationalmannschaft Österreichs bei einer 2:3-Niederlage. Obwohl er mit der Mannschaft im erst dritten Länderspiel unter dem Dachverband des DFB die dritte Niederlage hinnehmen musste, bot er auf Rechtsaußen eine gute Leistung. Mit Paul Eichelmann, Willy Tänzer und Ernst Poetsch traten in Wien noch drei weitere Berliner an. Adolf Jäger, die Legende aus Altona, debütierte ebenfalls und konnte sich sofort als Torschütze auszeichnen. Österreich hatte mit Adolf Fischera, Ladislaus Kurpiel und Johann Studnicka bereits Stars dieser Ära in ihren Reihen.
Dennoch blieben weitere Einsätze in der Nationalmannschaft aus, da sein Verein ab 1912 nicht mehr der höchsten Berliner Spielklasse angehörte.